# 인민민주당 (튀르키예)
인민민주당(튀르키예어: Halkların Demokratik Partisi)은 튀르키예의 쿠르드 민족주의, 민주사회주의 정당이다.

## 지지 기반
인민민주당은 쿠르드족의 민족 자치권을 주장하는 정당이므로 쿠르드족이 많이 분포하고있는 남동쪽에서 지지세가 높다. 아나톨리아 반도 서부 해안가와, 이스탄불 지역에서도 지지를 받고있다. 非 쿠르드족중에서는 주로 여성과 장애인 등의 사회적 소수자들의 지지를 받는 편이다.

## 정책
인민민주당은 여성주의와 다원주의, 반자본주의를 주장하는 사회주의 정당이다. 민주적인 사회주의, 즉 민주사회주의를 지지하며 사회민주주의적 성향도 보인다. 튀르키예의 정당중에서는 가장 급진적인 사회적 정책을 주장한다. 주로 여성주의와 소수종교 권리 인정, 쿠르드족을 비롯한 소수민족의 탄압 중지를 당의 목표로 삼는다.

## 역대 선거 결과

### 총선
| 선거             | 득표수    | 득표율 | 의석수   |
| ---------------- | --------- | ------ | -------- |
| 2002년 총선      | 1,960,666 | 6.22%  | 0 / 550  |
| 2007년 총선      | 1,835,486 | 5.24%  | 21 / 550 |
| 2011년 총선      | 2,819,917 | 6.57%  | 35 / 550 |
| 2015년 6월 총선  | 6,058,489 | 13.21% | 80 / 550 |
| 2015년 11월 총선 | 5,148,085 | 10.76% | 59 / 550 |
| 2018년 총선      | 5,867,302 | 11.70% | 65 / 600 |

## 같이 보기
- 녹색좌파당 (튀르키예)